# Lac Sary-Chelek
Le lac Sary-Chelek (également appelé Sarychelek ; en kirghize : Сарычелек) est un lac de montagne situé dans la réserve naturelle de Sary-Chelek, dans la province de Djalal-Abad, dans l'ouest du Kirghizistan. Il est situé au nord d'Arkit (le siège du parc) à l'extrémité est de la chaîne de Chatkal. Il y a un certain nombre de petits lacs dans la région.